# Castiglione della Pescaia
Castiglione della Pescaia är en havsnära ort och kommun i provinsen Grosseto i Toscana i Italien. Kommunen hade 7 202 invånare (2018)) och ligger 22 km från provinshuvudstaden Grosseto. Den lilla staden är känd för sin höga vattenkvalitet och sina milslånga sandstränder. Stranden är blue flag-klassificerad.
I den gamla stadsdelen, Il Borgo, ligger kyrkogården, där bland andra den svenske kompositören Jules Sylvain är begravd. I närområdet finns många sevärdheter, bland annat talrika lämningar efter etruskerna. Landskapet är vackert med solrosfält och de för Toscana typiska alléerna med pinjer och cypresser.
Ett par kilometer utanför staden ligger den svenskägda semesterbyn Riva del Sole.